# 추크호

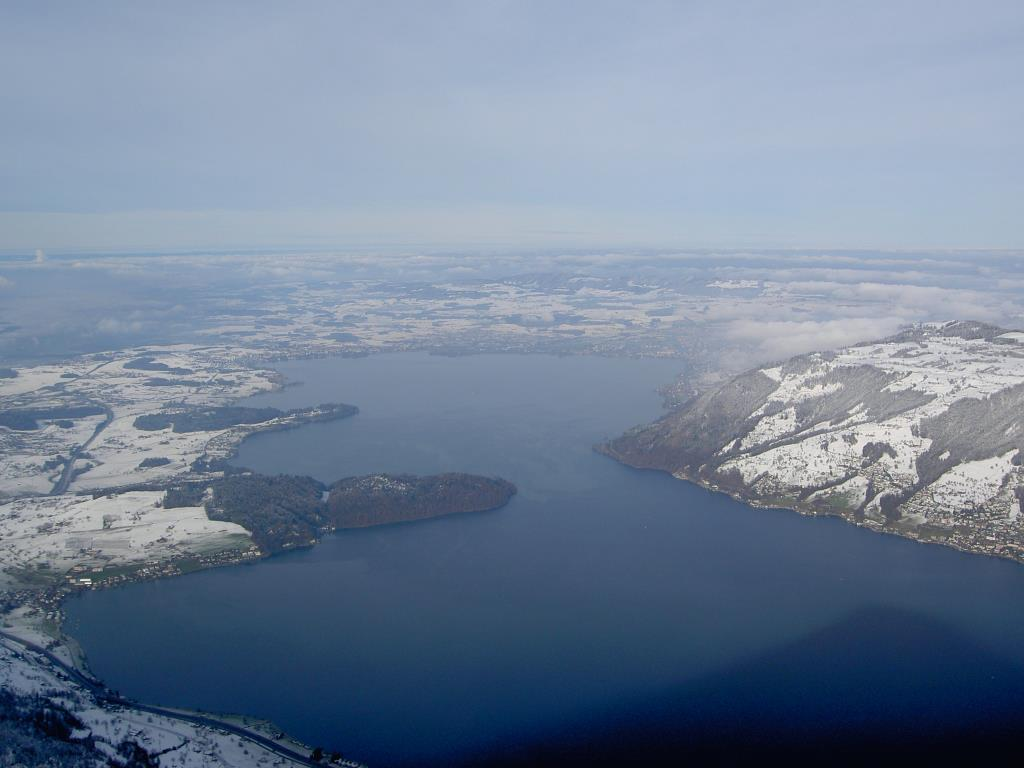
추크 호의 겨울 풍경

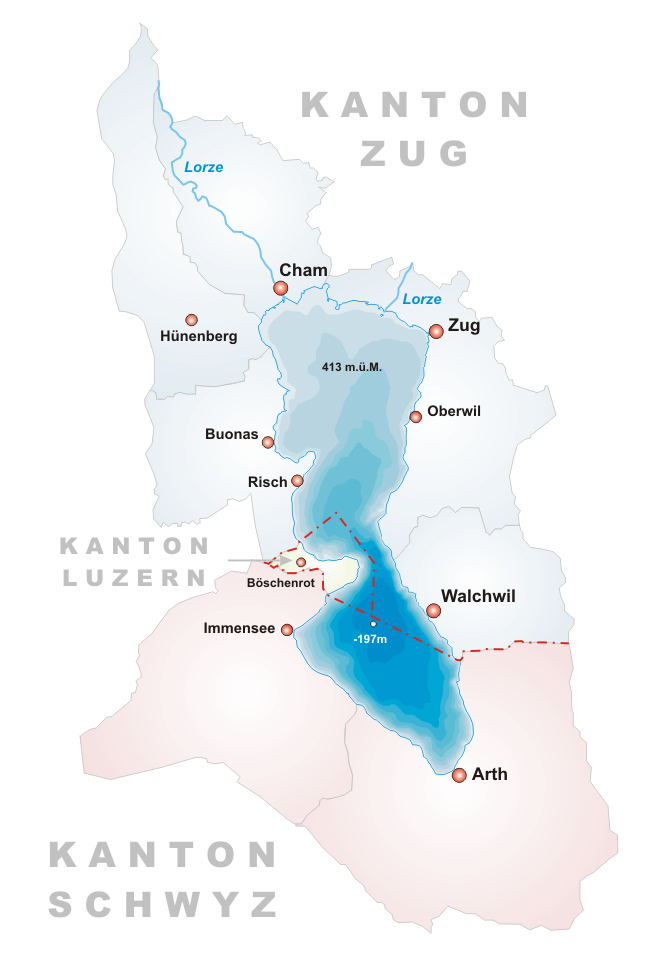
추크 호의 지도

추크 호(독일어: Zugersee)는 스위스 중부에 위치한 호수로 면적은 38.3km2, 최대 길이는 13.8km, 최대 너비는 4.7km, 높이는 417m, 최대 수심은 197m, 평균 수심은 83.2m, 저수량은 204km3이다. 루체른호와 취리히호 사이에 위치하며 추크 주의 대부분 지역과 슈비츠주, 루체른주와 접한다.
호수에서는 민물 송어와 잉어를 비롯한 많은 물고기가 잡히며 특히 고유종인 송어가 유명하다. 그러나 농지에 내리는 빗물의 영향으로 인해 스위스에서 가장 더러운 호수 가운데 하나로 여겨지기도 한다.